# ヘラクレスの塔
ヘラクレスの塔（ヘラクレスのとう、ガリシア語・スペイン語共にTorre de Hércules）またはエルクレスの塔（エルクレスのとう）は、スペイン・ガリシア州のア・コルーニャ県の県都ア・コルーニャの中心部から2.4キロメートル離れた半島に建つローマ建築の灯台である。海抜57メートルの丘に建つこの塔は55メートルの高さがあり、スペインにおいてチピオーナ灯台 (62m) についで高い灯台である。灯台からは北大西洋を一望することができる。20世紀まではブリガンティウムの塔 (Farum Brigantium) の名で知られていた。
1791年に改築工事が施されたものの、ローマ時代に建築されてから既に約1,900年が経過しているにもかかわらず、ヘラクレスの塔は21世紀になった今もなお現役の灯台として利用されている。2009年6月27日、UNESCOの世界遺産に登録された。

## 歴史
ヘラクレスの塔は、2世紀には存在を知られていた。トラヤヌス（在位98年-117年）の時代に建設、あるいはもしかすると再建された。基礎部分はフェニキア起源のデザインを踏襲したのかもしれない。ヘラクレスの塔は、アレクサンドリアの大灯台をモデルに建築されたと考えられている。塔の土台には、ラテン語で MARTI AUG.SACR C.SEVIVS LUPUS ARCHTECTUS AEMINIENSIS LVSITANVS.EX.VO という碑文の記された礎石が残されており、元々の塔がルシタニア属州アエミニウム（現在のポルトガル・コインブラ）出身のガイウス・セウィウス・ルプスという建築家によって、ローマ神話の神マールスに奉納物として捧げられたものであることが認められる。ヘラクレスの塔は2世紀から灯台として利用され続けており、現存する最古の灯台であると考えられている。
ヘラクレスの塔に関して知られている最も古い言及は、415年から417年頃にパウルス・オロシウス（en）によって書かれた Historiae adversum Paganos の記述である。
Secundus angulus circium intendit, ubi Brigantia Gallaeciae civitas sita altissimum farum et inter pauca memorandi operis ad speculam Britanniae erigit 
1788年、元々3層34メートルであったヘラクレスの塔に、21メートルの4層目を含む新古典主義建築の改築が行われた。この改築は、海軍の技官である Eustaquio Giannini の指揮の下でカルロス3世の治世の間中続けられ、1791年に完成した。
スペインのこの地域を征服したローマ人は、比喩的な意味において、ここが地球の果てと考えていた。このことは、 "Finisterra" （「大地の終わり」の意）という言葉がよく示している。この地域は船の難破で悪名高く、コスタ・ダ・モルテ（Costa da Morte、｢死の海岸｣）という名を頂戴している。

## 神話

ア・コルーニャの紋章

ヘラクレスの塔の起源については、長年にわたって多くの神話が語り継がれている。ケルトとギリシャ・ローマの要素を交えた神話によれば、ギリシア神話の英雄ヘーラクレースは三日三晩も続いた戦いの末にゲーリュオーンを打ち倒し、（このあたりがケルト的な行いであるが）その首を武器とともに埋葬し、その上に町を築くように命じたという。ア・コルーニャの紋章で灯台の下に描かれている髑髏と骨はこの殺されたゲーリュオーンを表しているとされている。

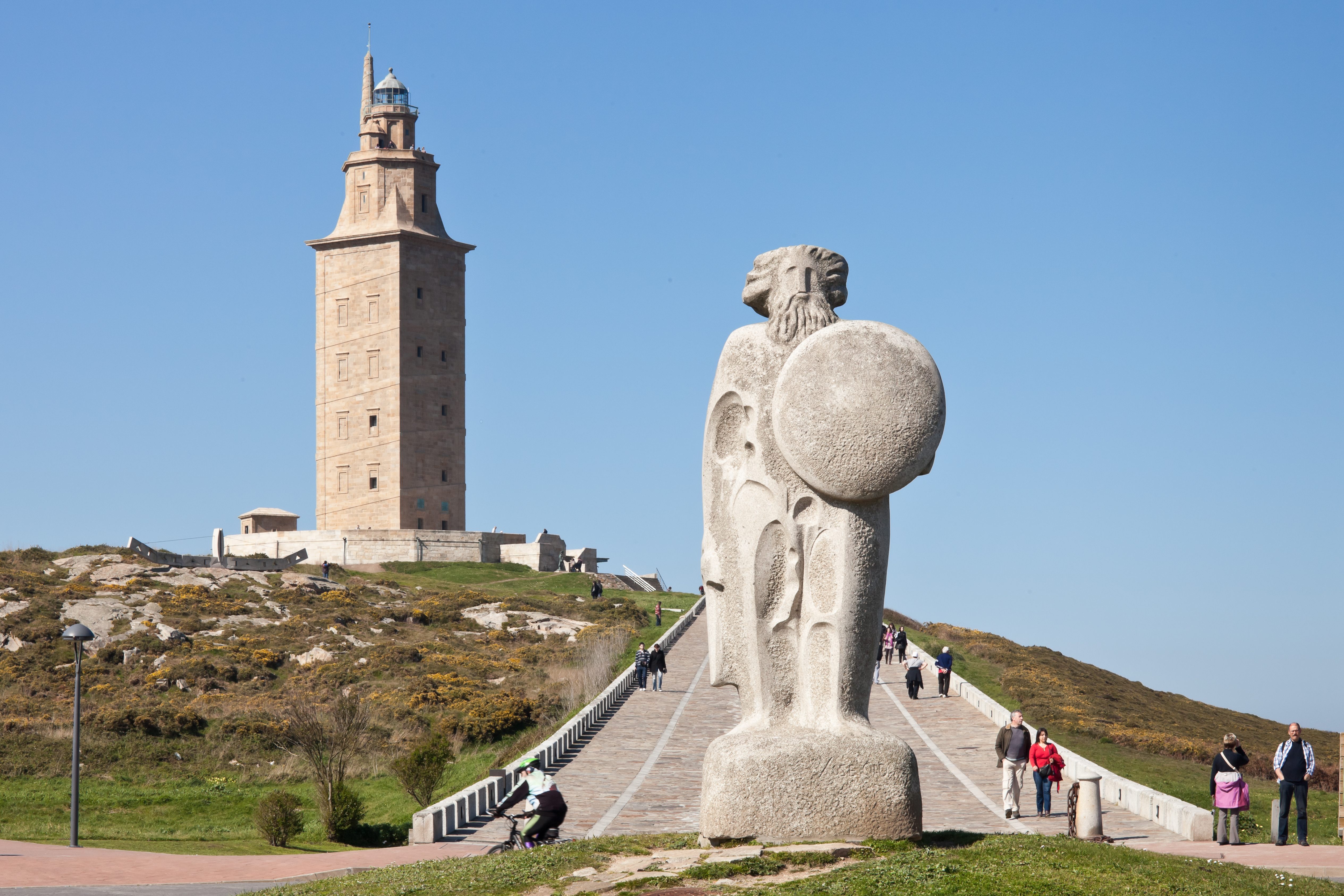
ブレオガンの像とヘラクレスの塔

11世紀に編集された Lebor Gabála Érenn （『侵略の書』）にまとめられた別の伝説では、ガリシアの伝説上の建国者であるブレオガン王 (Breogán) がこの地に、彼の息子たちがその頂上から遠い緑の大地を見ることができる程に高い、巨大な塔を建てたという。垣間見た遠い緑の大地は、彼らをアイルランドへ向けた北への航海へと駆り立てた。塔の近くには巨大なブレオガン王の像が建てられている。

## 世界遺産登録基準
この世界遺産は世界遺産登録基準のうち、以下の条件を満たし、登録された（以下の基準は世界遺産センター公表の登録基準からの翻訳、引用である）。
- (3) 現存するまたは消滅した文化的伝統または文明の、唯一のまたは少なくとも稀な証拠。